# امتادی
امتادی (به انگلیسی: Amtady) یک روستا در هند است که در کارناتاکا واقع شده‌است.

## خصوصیات
امتادی ۵٬۳۸۷ نفر جمعیت دارد.